# 库塔拉姆
库塔拉姆（Kuthalam），是印度泰米尔纳德邦Nagapattinam县的一个城镇。总人口13434（2001年）。

## 人口
该地2001年总人口13434人，其中男性6650人，女性6784人；0—6岁人口1468人，其中男752人，女716人；识字率73.28%，其中男性为82.38%，女性为64.36%。